# 13113 Williamyeats
13113 Williamyeats è un asteroide della fascia principale. Scoperto nel 1993, presenta un'orbita caratterizzata da un semiasse maggiore pari a 2,6997402 UA e da un'eccentricità di 0,0519694, inclinata di 7,06799° rispetto all'eclittica.